# 대한민국 군사원호청
군사원호청(軍事援護廳)은 상이 군인에 대한 치료와 원호, 전사자 유족의 원호, 군인연금의 기금 관리와 지불 등 군사 원호에 관한 사무를 관장하는 대한민국의 옛 중앙행정기관이다. 1961년 7월 5일 내각 직할로 발족하였으며 1962년 4월 16일 원호처로 개편되면서 폐지되었다. 군사원호청이 설치되기 전의 상이군인, 경찰에 대한 취직지원과 복지 등의 원호업무는 사회부와 보건사회부의 원호국에서, 현역 군인의 원호 업무는 국군사령부 원호과, 내무국 원호과, 국방부 원호과에 각각 산재하던 것을 통합하여 사회부 원호국으로 조직하였다.

## 설치 근거 및 소관 업무
- 군사원호청설치법 [법률 제647호, 1961.07.05 제정] 제1조[1]
- 군사원호청직제 [각령 제72호, 1961.07.29 제정] 제1조[2]

## 연혁
- 1949년 10월 5일 - 대통령령 제188호로 사회부 후생국을 사회국으로 개편하면서 군사원호과를 추가 증설
- 1951년 7월 13일 - 대통령령 제512호로 사회부 사회국 군사원호과를 원호국으로 승격시키고, 군사원호과, 경찰원호과, 연금과 설치
- 1953년 2월 18일 - 대통령령 제757호로 사회부 원호국의 군사원호과 경찰원호과를 폐지하고, 원호국 내에 원호과, 보도과, 정양과, 연금과로 개편
- 1955년 2월 17일 - 대통령령 제1004호로 보건부와 사회부를 통합 보건사회부로 개편, 보건사회부 원호국 설치.
- 1955년 2월 17일 - 원호국에 사회국을 통합시키고, 정양과와 구호과를 폐지
- 1961년 7월 5일 - 군사원호청을 신설.
- 1961년 7월 29일 - 군사원호청이 설치되면서, 각령 제73호로 보건사회부 원호국과 원호국 산하 원호과, 보도과, 연금과 폐지
- 1962년 4월 16일 - 군사원호청을 폐지하고 원호처를 신설.

## 조직
| - 관리국 ( 1961.07 ~ 1962.05 ) - 광주지청 ( 1961.07 ~ 1962.05 ) - 대구지청 ( 1961.07 ~ 1962.05 ) - 대전지청 ( 1961.07 ~ 1962.05 ) | - 부산지청 ( 1961.07 ~ 1962.05 ) - 서울지청 ( 1961.07 ~ 1962.05 ) - 원호국 ( 1961.07 ~ 1962.05 ) - 회계국 ( 1961.07 ~ 1962.05 ) |

## 역대 청·차장
초대 청장과 차장은 모두 현역 군인으로, 임명 당시 민병권은 육군 소장, 윤영모는 육군 대령이었다.

### 군사원호청장
| 정부        | 대수 | 이름           | 임기                             | 출신지      | 출신학교    | 비고                                                                |
| ----------- | ---- | -------------- | -------------------------------- | ----------- | ----------- | ------------------------------------------------------------------- |
| 제 2 공화국 | 초대 | 민병권(閔丙權) | 1961년 7월 6일 ~ 1962년 4월 16일 | 황해 사리원 | 일본 주오대 | 무임소 장관&교통부 장관&제6·7·8·9대 국회의원&국회 국방위원회 위원장 |

### 군사원호청 차장
| 정부        | 대수 | 이름           | 임기                              | 출신지 | 출신학교 | 비고     |
| ----------- | ---- | -------------- | --------------------------------- | ------ | -------- | -------- |
| 제 2 공화국 | -    | 강봉수(姜奉秀) | 1961년 7월 5일 ~ 1961년 7월 28일  |        |          | 직무대리 |
| 제 2 공화국 | 초대 | 윤영모(尹永模) | 1961년 7월 29일 ~ 1962년 4월 16일 |        | 건국대   | 원호처장 |